# Jossart N'Yoka Longo
Joseph Roger N'Yoka M'Vula (Kinshasa, 7 de septiembre de 1953), más conocido como Jossart N'Yoka Longo, es un cantante, compositor y productor congoleño.
Tras iniciar su carrera en el grupo Bel Guide National en 1967, se convirtió en el tercer miembro, tras Papa Wemba y Félix Manuaku Waku, del legendario grupo Zaïko Langa Langa, del que más tarde se consagró como principal líder.
Su primera canción publicada, “La tout neige”, en 1970, fue un gran éxito y alcanzó su punto máximo en las listas de éxitos del Zaire durante muchas semanas a partir de agosto de 1971.
Durante su dilatada carrera, compuso numerosos éxitos, entre ellos “Sentiment Awa”, “Dédé Sur Mesure”, “SVP Mbey” y “Paiement cash”.
En 1982, se convirtió en uno de los fundadores del sello ProZal, abreviatura de Production Zaïko Langa Langa, que garantiza la producción del grupo.
En total, Jossart N'Yoka Longo participó vocalmente en 31 de los 33 álbumes de estudio oficiales de Zaïko Langa Langa y publicó más de cincuenta sencillos durante los años setenta y principios de los ochenta.
Como líder de Zaïko Langa Langa, actúa en numerosos escenarios internacionales de Europa, América, Asia y África, entre ellos el Zénith de París, el Elysée Montmartre, el Bataclan, el Cirque d'Winter o La Madeleine.
Dos de sus canciones, Nalali pongi y Sentiment Awa, fueron votadas como "Mejor canción del año" por la prensa zairense, en 1976 y 1979 respectivamente.
Ya una leyenda confirmada y un personaje mítico de la música congoleña, fue condecorado en diciembre de 2015 por el expresidente Joseph Kabila en la Orden Nacional de los Héroes Nacionales “Kabila-Lumumba” como Caballero.
Fue elegido PCA de Socoda, la Sociedad Congoleña de Derechos de Autor y Derechos Conexos en septiembre de 2021.

## Biografía

### Infancia y comienzos musicales (1953–69)
Jossart N'Yoka Longo nació el 7 de septiembre de 1953 en Léopoldville, la actual Kinshasa, en la República Democrática del Congo, de Élisabeth Saka Mayamba y Daniel M'Vula Malembe.
Es el segundo y último hijo de esta familia. Su hermana mayor se llamaba Albertine Longo. Jossart significa "José será un artista". Hizo su educación secundaria en el colegio "Albert I".
Creció en la comuna de Ndjili. No tenía intención de convertirse en músico. Estaba cerca de muchos sacerdotes. Apreció la música del joven grupo Los Nickelos, que lo influenció a él y a sus compañeros en la futura orquesta Zaïko.
Jossart N'Yoka Longo comenzó sus actividades musicales cantando en una parroquia, antes de unirse al grupo juvenil Bel Guide National en 1967, el cual se disolvió en 1969, luego de que el administrador D.V. Moanda fuera seducido por la voz de un joven visitante durante un ensayo, un cierto Jules Shungu Wembadio, más tarde conocido como Papa Wemba. Este último interpreta la canción Adiós Théthé de Tabu Ley Rochereau, acompañado por Manuaku a la guitarra. Al día siguiente, 24 de diciembre, durante una reunión, los administradores de Bel Guide deciden disolver el grupo y formar otro, manteniendo a Jules y miembros seleccionados del grupo recién disuelto, incluidos N'Yoka Longo y Félix Manuaku Waku. Luego crearon el grupo Zaïko Langa Langa. Tabu Ley fue el padrino de la nueva banda. Zaïko encarna a toda una generación años después y deja varias señas de identidad, entre ellas el estilo actual del "sebene", también llamado parte bailable.

### Carrera musical con Zaïko Langa Langa (desde 1970)

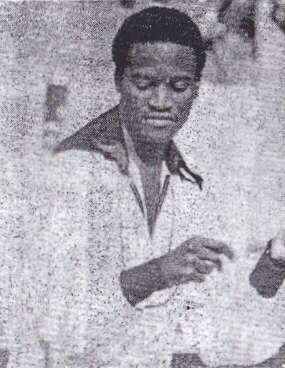
N’Yoka Longo en 1979.

El 24 de marzo de 1970, N'Yoka Longo fue uno de los cantantes que actuó en el primer concierto de Zaïko Langa Langa en el Dancing Hawaï de Kinshasa, y lanzó su primer título, La Tout Neige, en 1970, uno de los éxitos de la génesis del grupo.
En 1971, cuando el presidente Mobutu impuso la eliminación de los nombres cristianos y occidentales de los ciudadanos de Zaire, Jossart se rebautizó como N'Yoka Longo M'Vula. Toma el nombre "Longo" del nombre de su hermana.
En 1973, Zaïko Langa Langa se convirtió por primera vez en "Mejor Orquesta de Zaire 1973", y nuevamente al año siguiente. La hermana mayor de N'Yoka Longo murió en 1973, a los 22 años.
Jossart inmortaliza su tristeza por esta dificultad en la canción Nalali Pongi (lanzada más tarde en 1976). La canción fue galardonada como "Mejor canción del año" nuevamente en 1976 y le valió a la banda el premio a "Mejor orquesta del año".
La orquesta Zaïko publicó un segundo álbum titulado Plaisir à l'ouest Afrique en 1976. N'Yoka Longo compuso los títulos Ma, Bomuana y Saloti.
N'Yoka Longo grabó una segunda versión del título Sentiment Awa en 1979, lo que le valió la segunda posición en el ranking de los mejores autores del año. La banda fue clasificada como la cuarta mejor banda del año En septiembre de 1981, el grupo volvió a sufrir una deserción cuando Evoloko Jocker, Bozi Boziana y muchos otros abandonaron el grupo para crear Langa Langa Stars.
El tercer LP de Zaïko Langa Langa, Gitta presenta le Tout-choc Zaïko Langa Langa, fue lanzado en 1981. N'Yoka Longo hizo dos canciones: Mobembo y Confiance. En el siguiente álbum, Tout Choc, lanzado en 1982, compuso Amour Suicide.
Estos dos álbumes se grabaron en Bruselas en 1980 antes de la creación de Langa Langa Stars, así como de la ruptura del grupo con su productor Verckys Kiamuangana, en 1981. El quinto álbum del grupo (también el primer álbum doble) se grabó antes de la ruptura. de contrato, pero fue lanzado en septiembre de 1982 bajo el título Nkolo Mboka, en el que Jossart grabó el éxito SOS Maya.
Durante la presentación oficial del álbum, el 30 de octubre de 1982, los animadores se presentaron por primera vez en la música congoleña moderna. Este fenómeno se ha vuelto omnipresente en otros géneros musicales africanos, incluido el coupé-décalé. Su presentación se le atribuye al grupo, pero personalmente a N'Yoka Longo.
Tras la muerte de D.V. Moanda en enero de 1984, Jossart N'Yoka Longo se convirtió en el líder del grupo Zaïko Langa Langa, sucediendo a Teddy Sukami, quien inició su carrera en solitario en 1981.
N'Yoka no participó vocalmente en el décimo álbum de Zaïko, On Gagne le Procès, lanzado en 1984. Junto a Matima, dirigió artísticamente al grupo.
En los 2 álbumes publicados en 1985 por el grupo (Zaïko Eyi Nkisi y Tala Modèle Echanger), N'Yoka Longo compuso las canciones SVP Mbey y Daïd'ano respectivamente.
Se lanzaron tres álbumes en 1986. Jossart firmó el título Paiement Cash en el álbum "Pusa Kuna... ¡Serrez! ¡Serrez!"
N'Yoka Longo estaba en la lista de miembros que realizaron una gira por Japón en octubre de 1986, donde grabaron su 16.º álbum titulado Nippon Banzai. Jossart incluye dos de sus canciones en el popurrí: SVP Mbey y Sentiment Awa.
A principios de 1987 estalló una guerra de liderazgo entre los administradores de Zaïko, que en mayo del año siguiente provocó la escisión del conjunto en dos facciones. La nueva facción que contenía un gran porcentaje de la columna vertebral original, el grupo Zaïko Langa Langa Familia Dei, estaba dirigida por Bimi Ombale, Bakunde Ilo Pablo y Lengi Lenga.
Por el lado de N'Yoka Longo, con ocho músicos restantes, comienza el reclutamiento para volver a relanzar el grupo. Se llevaron a cabo muchas entrevistas controvertidas con columnistas musicales, en las que Jossart y sus antiguos colegas se enviaron indirectas entre sí.
Antes de esta escisión, en diciembre de 1987, lanzaron el disco Subissez les Consequences en el que participa vocalmente N'Yoka Longo, pero no compone ningún título.
Al año siguiente, Jossart y su compañía grabaron en Bruselas su 18.º álbum, Jetez l'éponge, que seguía el concepto Nippon Banzai, en el que componeba dos versiones: SOS Maya y Pa Oki.
De 1991 a 1993, Jossart N'Yoka Longo fue nombrado director de Soneca, la Sociedad Nacional de Editores, Compositores y Autores.
En 1992 fue detenido junto a Koffi Olomidé tras ser citado por el fiscal general de Kinshasa por animaciones obscenas en sus canciones. Son liberados tres días después y reanudan sus actividades musicales.
Entre 1990 y 1991, Zaïko Langa Langa lanzó dos álbumes: Ici ça va ! Fungola motema y Nunca sin nosotros. N'Yoka Longo compone Dédé; este título, que rápidamente se hizo famoso, fue remezclado en el siguiente álbum, Avis de Recherche, en 1995. El título Zekira también fue compuesto por él mismo, así como Nzete ya Mbila, Molingano, Mukaji y Amour Suicide. La obra era normalmente el primer álbum en solitario de N'Yoka Longo.
Ese año, la banda realizó una gira por Europa durante dos años. Durante la gira produjeron los álbumes Sans Issue y Backline Lesson One, el primero en 1996 y el segundo en 1997.
El 2 de octubre de 1998, Nous y sommes, el 24.º álbum de Zaïko Langa Langa. La obra contiene siete títulos, de los cuales compuso dos: las portadas Payment Cash y Amando. El propósito de la obra es principalmente mostrar las capacidades de los nuevos miembros del grupo.
A finales de 1999 se editó el álbum Poison con 10 títulos, de los cuales se le acredita como autor en 2: Liloba y Tonton Ben B.
En 2001, se lanzó el maxi-single Feeling, del cual compuso dos: Daniel y Tshibawu.

#### Concierto en el Zénith de París y gira europea (2002–09)
El 7 de septiembre de 2002, con motivo de su 49 cumpleaños, Jossart N'Yoka Longo dirigió a los Zaïko Langa Langa en el escenario del Zénith de París, donde dieron un concierto de 5 horas con entradas agotadas. Así, otra gira europea del grupo, pero también un período de siete años durante los cuales el grupo está bloqueado en Bruselas, por falta de documentos legales.
En marzo de 2003, fue arrestado en Bélgica por posesión de visas falsas, pero luego el gobierno congoleño lo puso en libertad bajo fianza.
Durante el período de 7 años en Europa, mientras encadena concierto tras concierto, nacen tres discos: Euréka, Empreinte y Rencontres.
En Euréka compuso dos títulos: Eza Nga! y Ngoma.
En Empreinte, estrenado el 3 de diciembre de 2004, es autor de cuatro títulos: Qui dit mieux, Jusqu'où (a dúo con Sam Mangwana), 19 minutes de Ngwasuma y un cover de Nzete ya Mbila (con las hijas de su ex padrino). , Gustavo Bongo).
Para el álbum Rencontres, lanzado el 7 de septiembre de 2007, N'Yoka Longo invita a algunos de sus antiguos colegas, incluidos Beniko Zangilu Popolipo, el guitarrista Bopol Mansiamina, Malage, así como a una de sus influencias, el cantante Tony Dee Bokito, exmiembro de Los Nickelos. El disco no conoce una gran campaña de promoción, como los anteriores, pero esta pasa desapercibida. Compone en el álbum el título Amour pluriel.
Después de este largo período: Jossart N'Yoka Longo decide regresar a Kinshasa.
Regresó allí en febrero de 2009 con sólo 8 músicos, porque gran parte de la composición inicial del grupo al inicio de la gira, se quedó en Europa y luego formó un grupo de corta duración llamado Les Stars de Zaïko.

#### Vuelta a Kinshasa (2010–19)
En julio de 2010, N'Yoka Longo recibió nuevos instrumentos de los gobernadores de Kinshasa y Brazzaville después de que Zaïko Langa Langa fuera coronada como "Mejor orquesta del cincuentenario de los dos Congos".
El 6 de agosto de 2011, N'Yoka Longo y Zaïko Langa Langa regresaron al mercado musical con un nuevo álbum titulado Bande Annonce, en el que se le acredita como compositor de todas las canciones, excepto Eka, compuesta por Tony Dee. La obra tuvo un gran éxito y luego la danza "Mukongo ya Koba" ("la espalda de la tortuga" en lingala) fue aclamada como "Mejor danza" en la novena edición del trofeo Muana Mboka.
El 2 de agosto de 2014, lanzaron el EP Sisikaaaaaahh! Moto na moto na..., un remix de Bande Annonce, tras la popularidad del baile Maman Siska.
Desde octubre de 2018 hasta abril de 2019, el grupo viaja a Estados Unidos para realizar una gira.

#### Cincuentenario de Zaïko Langa Langa
El 7 de septiembre de 2019, se lanzó el álbum Sève en honor a las festividades del 50 aniversario del conjunto. Compone 7 títulos: Systeme ya Benda, Yaka M, Alita wanyi, Sielumuka, Ambiance Eyenga, Amour pluriel y Boh.
Tras más de diez años de ausencia en los escenarios europeos, N'Yoka Longo y Zaïko Langa Langa actúan en el Palais des Beaux-Arts de Bruselas el 29 de febrero de 2020 para celebrar el año 50 del grupo.

## Discografía
Albumes en los que participó Jossart N'Yoka Longo
- 1976 : Plaisir de l'Ouest Afrique (volumes 1 et 2)
- 1981 : Gitta Production présente le Tout-Choc Zaïko Langa-Langa
- 1982 : Tout choc
- 1982 : Nkolo mboka (volumes 1 et 2)
- 1983 : La tout neige, Christine & Nalali mpongui
- 1983 : L'orchestre de tous les âges
- 1983 : Muvaro / Etape
- 1983 : Zekete Zekete 2è épisode
- 1984 : On gagne le procès (como director artístico)
- 1984 : Tout-choc Anti-choc Zaïko Langa Langa en Europe
- 1985 : Zaïko eyi nkisi
- 1985 : Tala modèle échanger
- 1986 : Eh Ngoss ! Eh Ngoss ! Eh Ngoss !
- 1986 : Pusa kuna... Serrez serrez
- 1986 : Nippon Banzai
- 1987 : Papa Omar
- 1987 : Subissez les conséquences
- 1989 : Jetez l'éponge
- 1990 : Ici ça va... Fungola motema
- 1991 : Jamais sans nous
- 1995 : Avis de Recherche
- 1996 : Sans Issue
- 1997 : Backline Lesson One
- 1998 : Nous y sommes
- 1999 : Poison
- 2002 : Euréka !
- 2004 : Empreinte
- 2007 : Rencontres
- 2011 : Bande Annonce
- 2014 : Sisikaaaaaahh! Moto na Moto na...
- 2019 : Sève

Colaboraciones
- 1982 : Bilombe Bakutani (con Papa Wemba et Bimi Ombale) [álbum]
- 1985 : Tout Bouge 2e Épisode (con Mavuela Somo) [álbum]
- 1998 : Franc Congolais : Mwana Pwo [canción]
- 1998 : Les Plus Grandes Stars chantent pour l'Amour de leur cher Congo [álbum]
- 2005 : Sans reproche y Aimer c'est quoi (con Beniko Popolipo, Malage de Lugendo et Luciana Demingongo) [canciones]